# Vakie
Vakie war eine persische Masseneinheit (Gewichtsmaß).
- 1 Vakie = 1 Unze = 2 Lot